# Ernesto Famá
Ernesto Famá ( Buenos Aires, Argentina, 18 de agosto de 1908 - misma ciudad, 19 de julio de 1984) fue un cantante y compositor de tango que gozó de popularidad en Argentina. Su carrera no fue extensa pues se retiró luego de 14 años de actuación pública, cuando tenía 35 años de edad.

## Carrera profesional
Ernesto Famá nació en el barrio de San Cristóbal. Estudió canto desde muy chico con Francisco Corbani, quien además de ser el maestro de música en la escuela primaria a la que concurría, era profesor del Teatro Municipal Infantil Lavardén, en el cual Famá actuaba y cantaba. Fue así que, vestido con smoking blanco pero todavía con pantalones cortos, cantaba en las plazas, en actos organizados por la Municipalidad de Buenos Aires. 
Su carrera profesional la inició en el Teatro Nacional, adonde concurrió a pedirle trabajo al empresario Pascual Carcavallo, que era el director, munido de una recomendación del Jefe de Policía. En presencia del autor Claudio Martínez Paiva y del músico y director teatral Atilio Supparo hizo una prueba de canto acompañado por el guitarrista Rafael Iriarte y fue contratado.
Para su debut recibió la importante ayuda de Matos Rodríguez, con el que ensayó dos tangos de su autoría, Botija linda y Margarita Punzó, que junto con Alhaja falsa de Salvador Merico, quien era a su vez el director de la orquesta del teatro, fueron estrenados en la obra que se titulaba "La rosa de hierro.
A comienzos de 1928 viajó a París contratado por Osvaldo Fresedo en reemplazo de Sofía Bozán que a último momento no había podido ir. En esa ciudad inauguraron el cabaret Nouvelle Garrón, en la rue Fontaine, en Montmartre. También actuaron en el Paramount, en el Lido y, el 6 de enero de 1929 lo hicieron en la función anual de beneficio llamada "La copa de leche", donde asistían los principales artistas y las autoridades del país, incluso el presidente de Francia Gaston Doumergue.
De regreso a Buenos Aires grabó con Carlos Di Sarli y su sexteto –por poco tiempo- y, en lo que le llevó a la máxima popularidad, pasó a trabajar con Francisco Canaro, que estaba en su etapa de apogeo. Canaro lo había convocado para hacer una prueba, que consistió en grabar con su orquesta el tango Lo han visto con otra, que el cantor venía haciendo con Fresedo, con tanta eficacia que la primera y única toma satisfizo al director, quien lo contrató. Con Canaro, Famá grabó alrededor de doscientos cuarenta temas, realizó giras, actuaciones en radio y en el teatro tanto en las presentaciones durante el Carnaval como en comedias musicales con buena permanencia en cartel. Entre estas últimas se cuentan La muchachada del centro (1932), La canción de los barrios (1934) y Rascacielos (1935), en las que interpretó, entre otras piezas, El tango de la mula, Te quiero, Toda mi vida y El Tigre Millán. 
En 1936 se desvinculó de Canaro e hizo radioteatro con Sarita Watle, en Radio El Mundo, y una extensa y exitosa gira por países de América. En 1938, volvió a cantar con la orquesta de Canaro, en pareja con Francisco Amor hasta que en 1941, ambos se independizaron formando la orquesta Amor- Famá, dirigida musicalmente por el bandoneonista Federico Scorticati con la que actuaron en Montevideo y en Buenos Aires
Famá intervino en varias películas, generalmente como parte de las actuaciones musicales y realizó una de sus apariciones más recordadas en Loco lindo (1936). También fue autor y compositor de algunos temas, junto con Luis César Amadori, Antonio Botta, Enrique Dizeo y otros.

## Valoración
Famá fue, fundamentalmente, un estribillista ya que sobre más de trescientas grabaciones, en menos de veinte cantó la letra completa. Si bien no fue el primer estribillista, ni tenía una voz destacable o un estilo particular e, incluso, su afinación no era perfecta, la inquietud artística que manifestó desde muy chico, su simpatía y agradable presencia así como un buen padrinazgo lo ubicaron en los primeros lugares en su época.

## Filmografía
Actor
- Buenos Aires canta (1947)
- Loco lindo (1936)
- El alma del bandoneón (1935)
- Ídolos de la radio (1934)

Compositor
- Loco lindo (1936)
- El alma del bandoneón (1935)

Aparición
- Spurs of Tango (corto documental)